# Synchlora croceofimbriata
Synchlora croceofimbriata là một loài bướm đêm trong họ Geometridae.